# Triatlon na Letních olympijských hrách 2004
Triatlon na Olympijských hrách v Athénách 2004.

## Přehled medailí
| Pořadí | Země                         | Zlato | Stříbro | Bronz | Celkově |
| ------ | ---------------------------- | ----- | ------- | ----- | ------- |
| 1.     | Nový Zéland (NZL)            | 1     | 1       | 0     | 2       |
| 2.     | Rakousko (AUT)               | 1     | 0       | 0     | 1       |
| 3.     | Austrálie (AUS)              | 0     | 1       | 0     | 1       |
| 4.     | Švýcarsko (SUI)              | 0     | 0       | 1     | 1       |
| 4.     | Spojené státy americké (USA) | 0     | 0       | 1     | 1       |
| Celkem | Celkem                       | 2     | 2       | 2     | 6       |

## Medailisté
| Soutěž | Zlato                             | Stříbro                             | Bronz                                            |
| ------ | --------------------------------- | ----------------------------------- | ------------------------------------------------ |
| Ženy   | Kate Allenová · Rakousko (AUT)    | Loretta Harropová · Austrálie (AUS) | Susan Williamsová · Spojené státy americké (USA) |
| Muži   | Hamish Carter · Nový Zéland (NZL) | Bevan Docherty · Nový Zéland (NZL)  | Sven Riederer · Švýcarsko (SUI)                  |

- Česko (CZE)
  - Lenka Radová skončila na 26. místě
  - Renata Berková skončila na 32. místě
  - Filip Ospalý skončil na 29. místě
  - Martin Krnávek skončil na 42. místě